# Naarden
Naarden (prononcé en néerlandais : [ˈnaːrdə(n)] ) est une ville néerlandaise, située en province de Hollande-Septentrionale et comptant 17 610 habitants lors du recensement de 2022. Commune indépendante jusqu'en 2016, elle fait depuis partie de Gooise Meren. La ville est fortifiée avec des murs et douves, la totalité des fortifications, ainsi que la forme en étoile des bastions étant bien conservée.

## Histoire

### Prémices et valeur stratégique

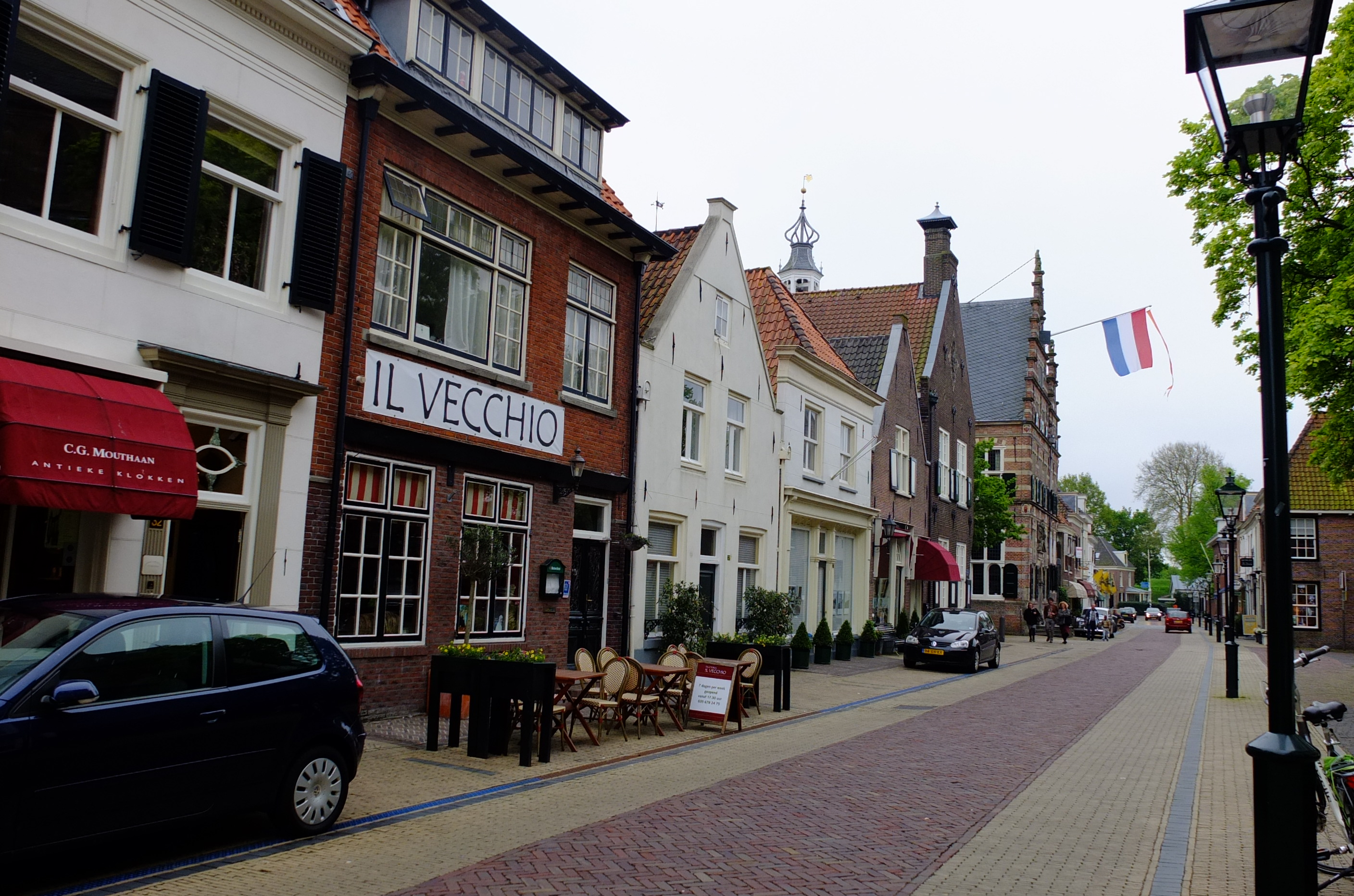
Centre-ville historique de la ville.

La première attestation de Naarden date du règne de l'Empereur Otton Ier. La ville est mentionnée sous la forme Naruthi. Naarden reçoit probablement son droit de cité vers 1300 du comte Florent V ; toutefois, la ville s'est déjà vu accorder le droit de tenir un marché bien avant cette date.
Naarden ne se trouve plus à l'endroit de ses origines. Les eaux de la Zuiderzee devenant de plus en plus menaçantes pour la petite ville, il est décidé de reconstruire la ville à un endroit plus sûr après sa destruction complète durant la guerre des Hameçons et des Cabillauds. L'endroit choisi pour la reconstruction est alors situé sur une hauteur entre la Zuiderzee et les marais qui bordent la ville au sud ; de plus, la ville est un lieu stratégique dans la mesure où elle est un point de passage pour rejoindre les villes du comté de Hollande depuis l'est des Pays-Bas.
La ville actuelle est fondée en 1350. Le dessin des rues initial de Naarden et sa fortification double sont bien conservés, même s'ils subissent quelques modifications, destructions et reconstructions au cours des siècles.
La ville reçoit ses privilèges urbains de Guillaume, comte de Hollande et de Zélande, en 1355.

### Massacre de Naarden
Le 1er décembre 1572, la ville de Naarden est envahie par les Espagnols pendant la guerre de Quatre-Vingts Ans. Les habitants sont massacrés et les murs d'enceinte détruits. Il devient clair après le massacre que la ville doit être munie d'une meilleure défense.
De nouvelles fortifications sont réalisés sous la supervision de l'architecte militaire et urbaniste Adriaen Anthonisz (nl), qui conçoit également les fortifications de Muiden, située à quelques kilomètres au nord-ouest de Naarden.

### Époque moderne
En 1672, les Français prennent possession de la ville de Naarden et continuent les travaux de fortifications, négligées au cours du siècle précédent. Ils ajoutent des ravelins et une forte palissade, mais ne peuvent empêcher la prise de la ville en 1673, par le stathouder Guillaume III. Jusqu'en 1685, les travaux d'amélioration et de perfection des fortifications continuent, entre autres sous les auspices de Nicolas Witsen, ainsi qu'Adriaan Dortsman (nl) et Willem Paen. Naarden fait alors partie de la Ligne de défense de la Hollande.
De novembre 1813 à mai 1814, l'armée néerlandaise a tenu le Siège de Naarden après que le général français Jacques Quétard de La Porte (qui avait pris la forteresse en 1795) avait refusé d'abandonner la forteresse après la capitulation de Napoléon. Cet épisode est illustré par Pieter Gerardus van Os dans La Traversée du Karnemelksloot près de Naarden (janvier 1814) peint vers 1814-1815 et conservé au Rijksmuseum à Amsterdam

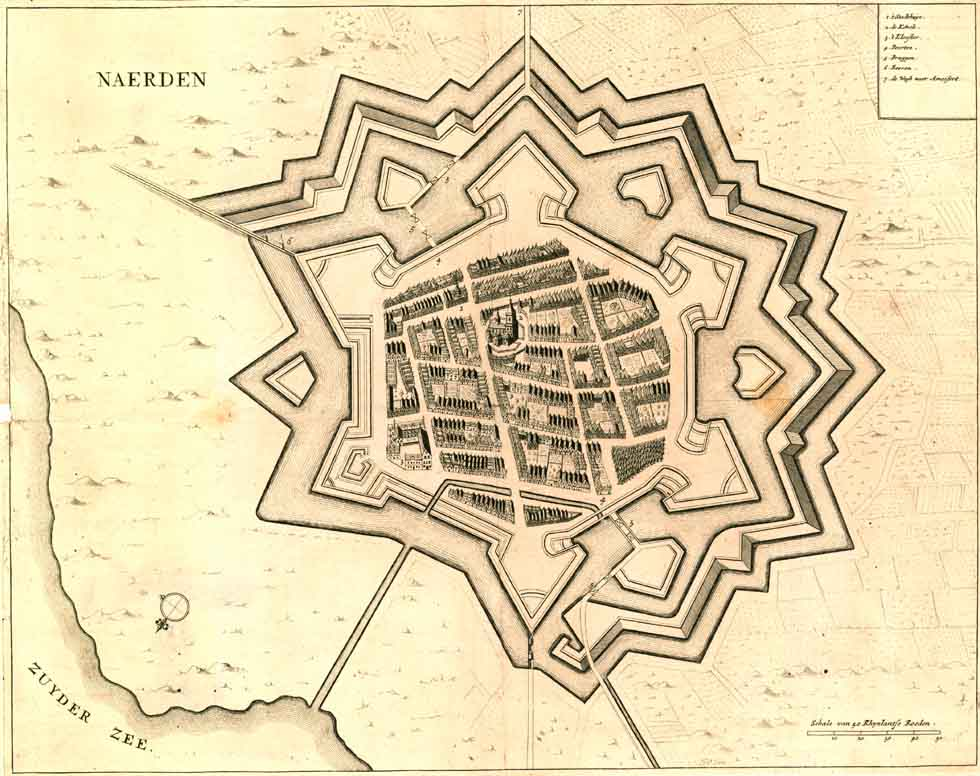
La ville fortifiée vers 1649 d'après Blaeu
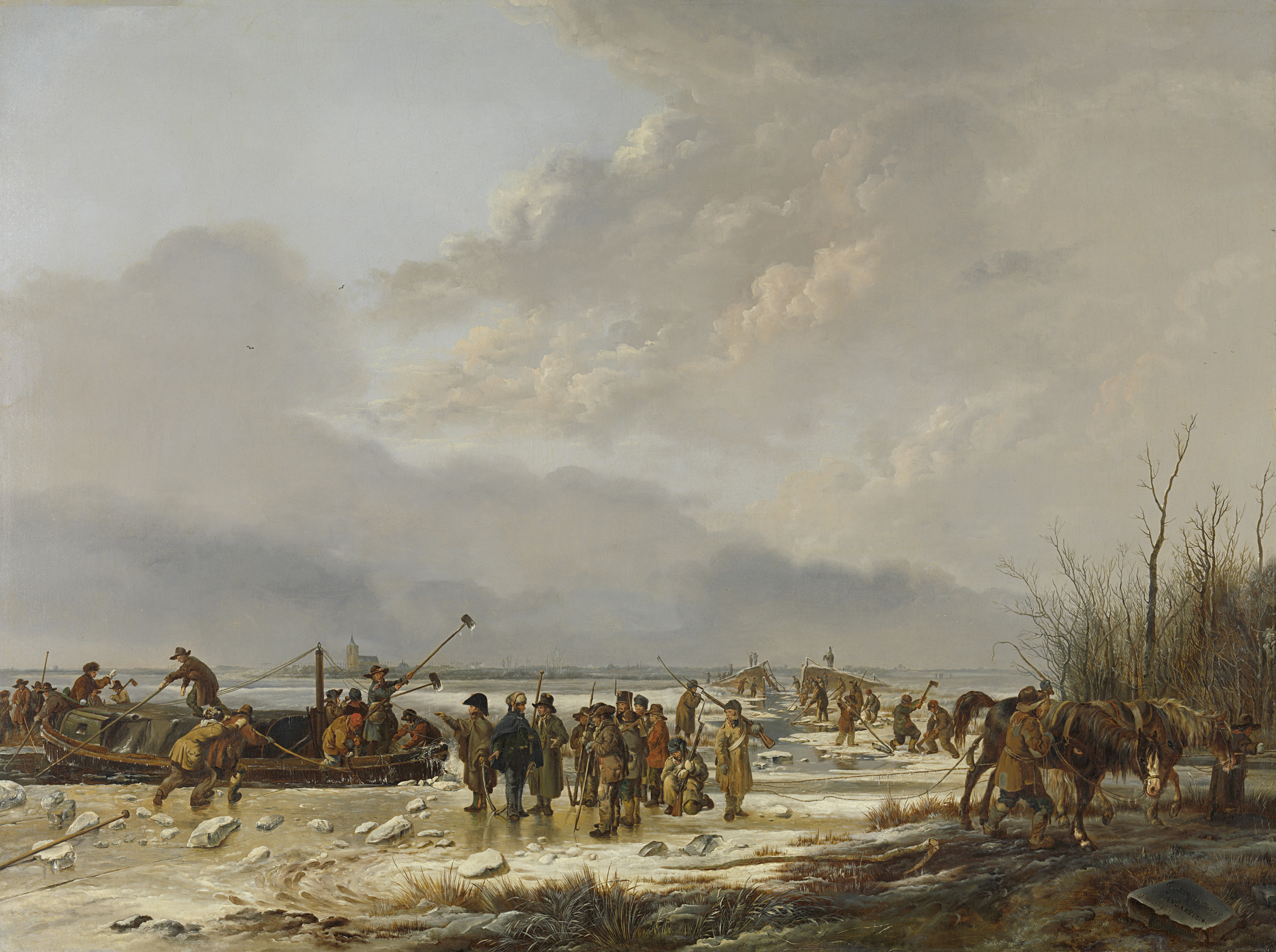
Traversée du Karnemelksloot (1814-1815) Rijksmuseum, Amsterdam

### Époque contemporaine
Les derniers travaux ont lieu à la fin du XIXe siècle, après la guerre franco-prussienne de 1870.
En 1926, Naarden perd officiellement sa fonction de ville fortifiée. Une importante campagne de restauration a lieu entre 1964 et 1987 et la tombe de Comenius — à Naarden — devient un lieu touristique reconnu ; en 2016, elle disparaît en tant que commune (fusion).

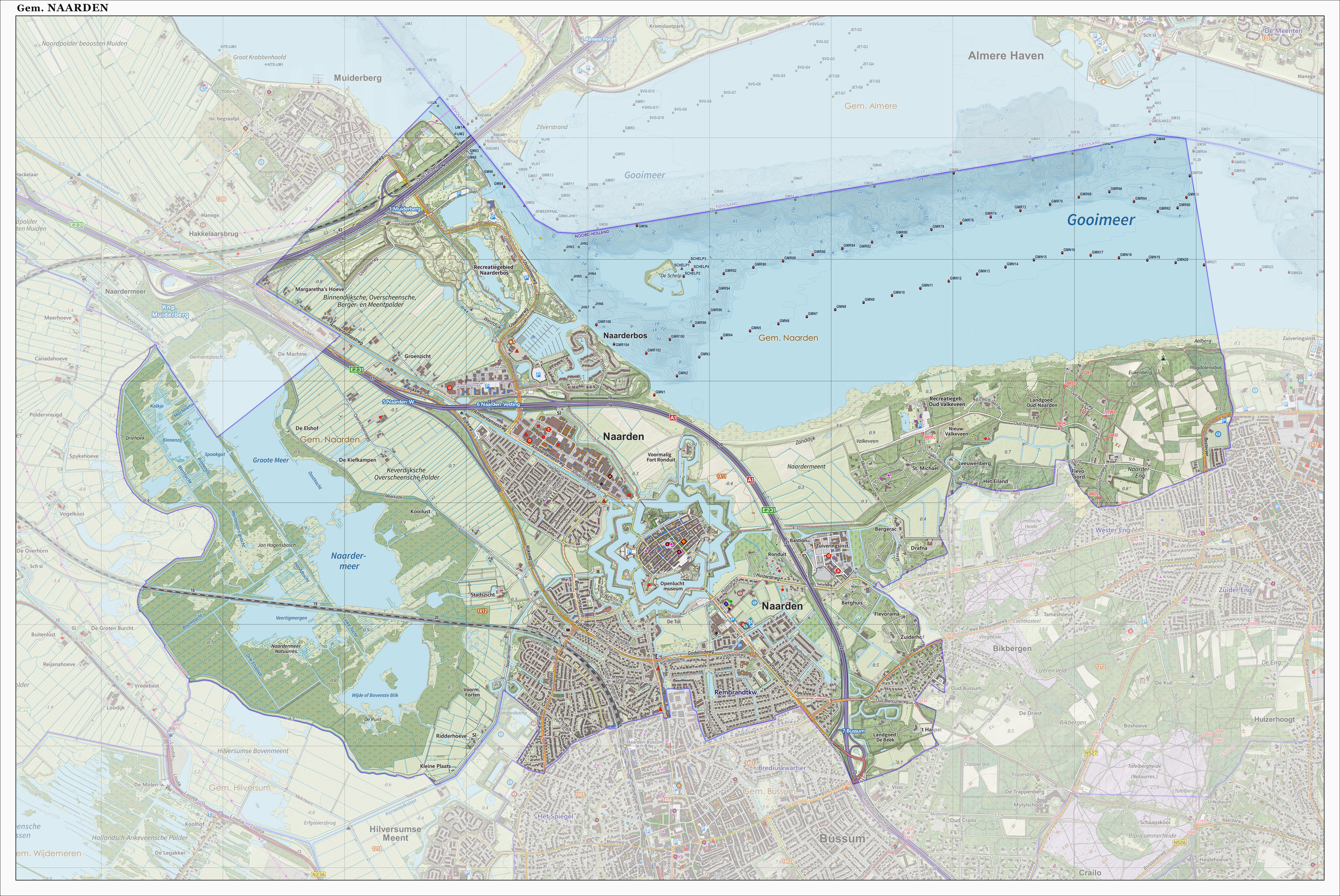
Carte de la commune de Naarden avant sa disparition (fusion) en 2016
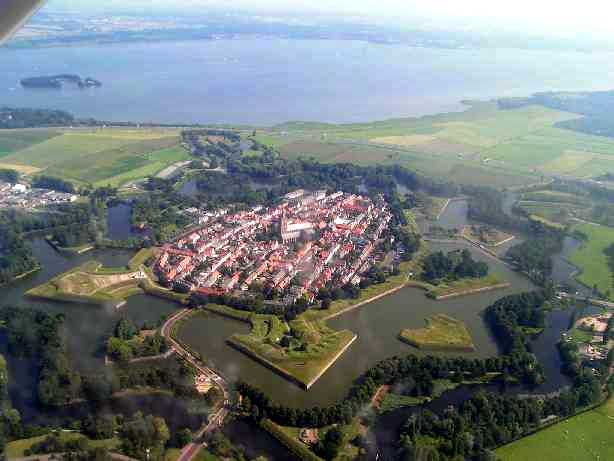
Vue aérienne de la ville aujourd'hui
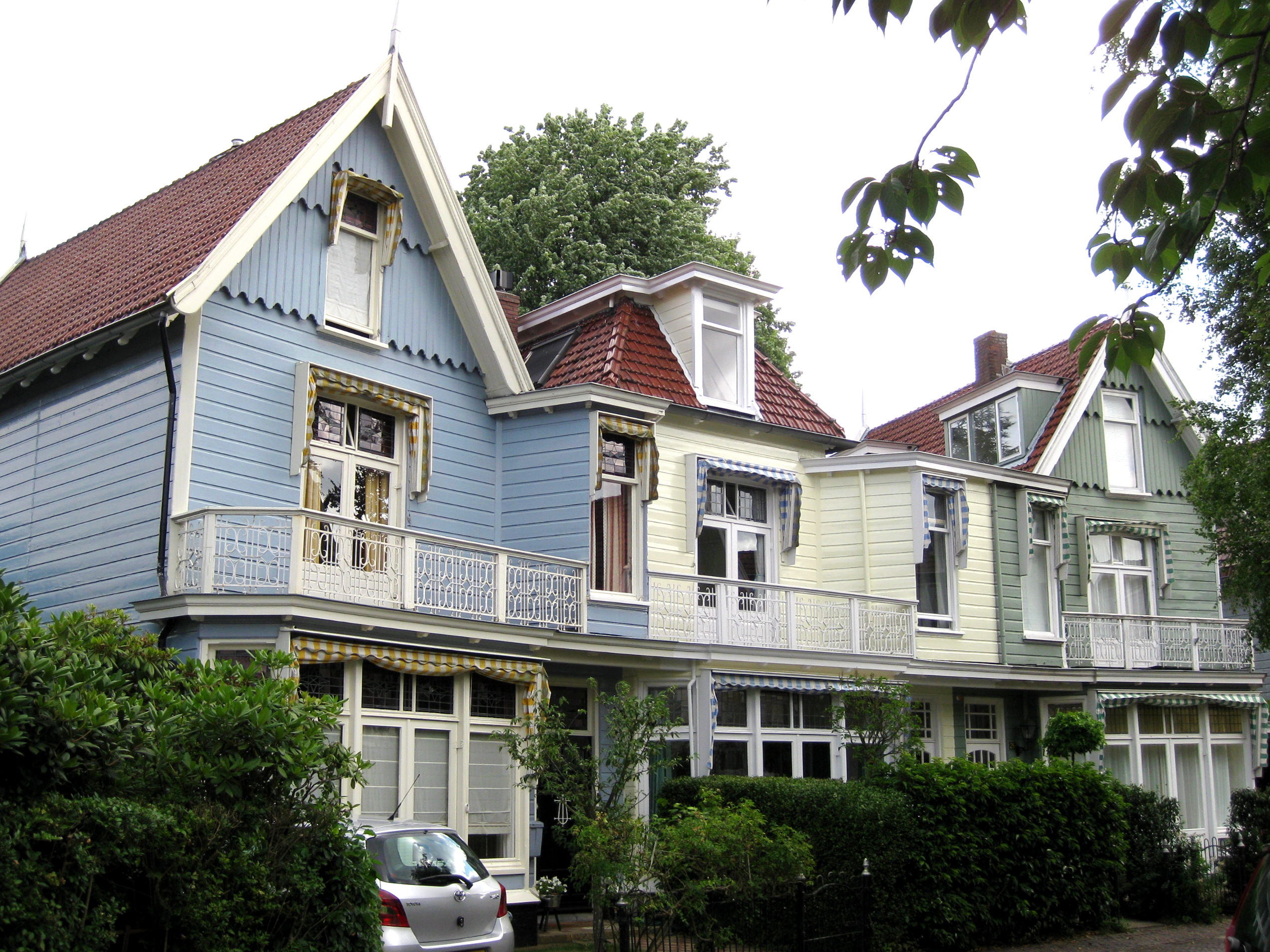
Maisons résidentielles à Naarden
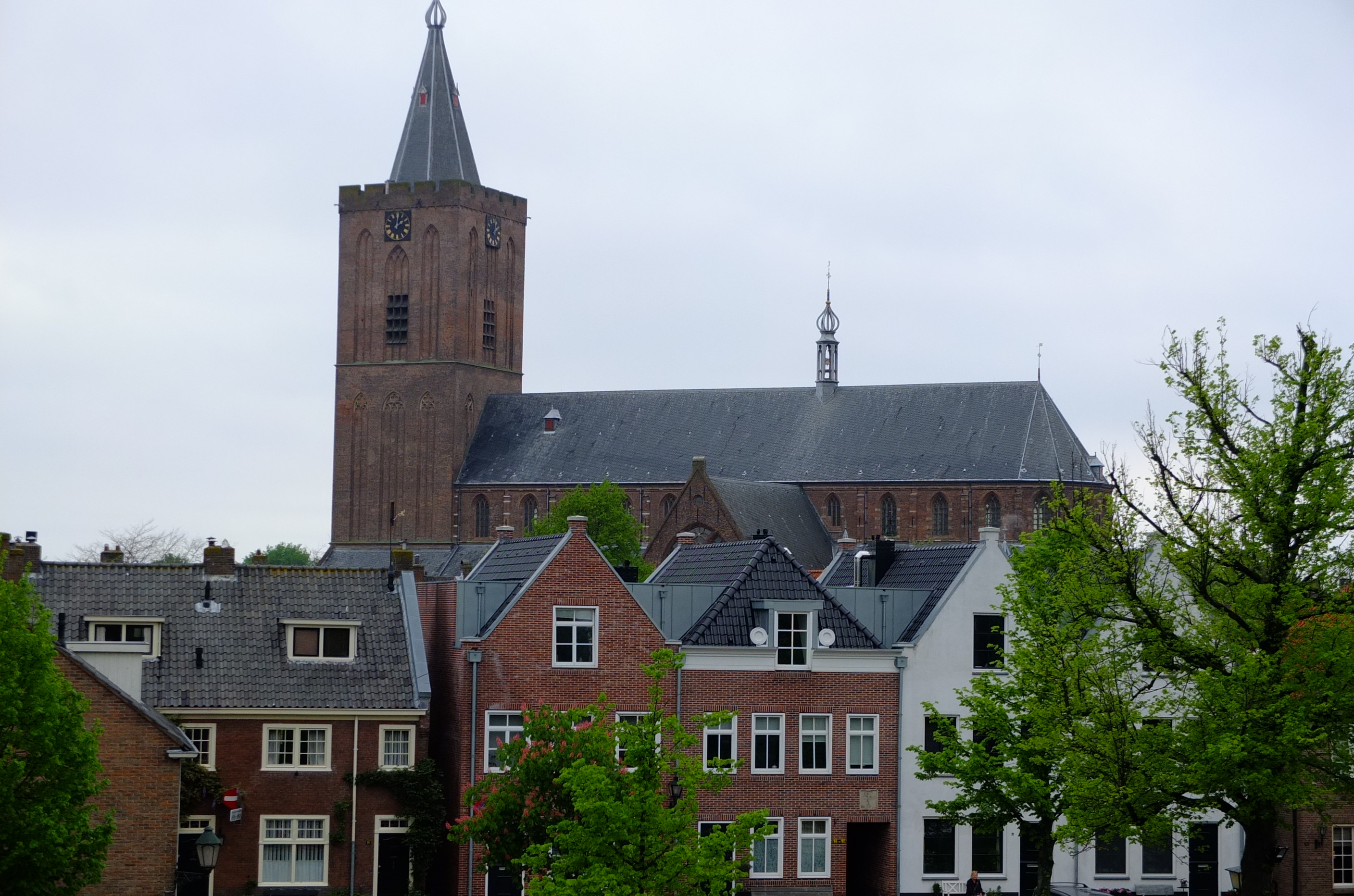
Église Saint-Vitus de Naarden
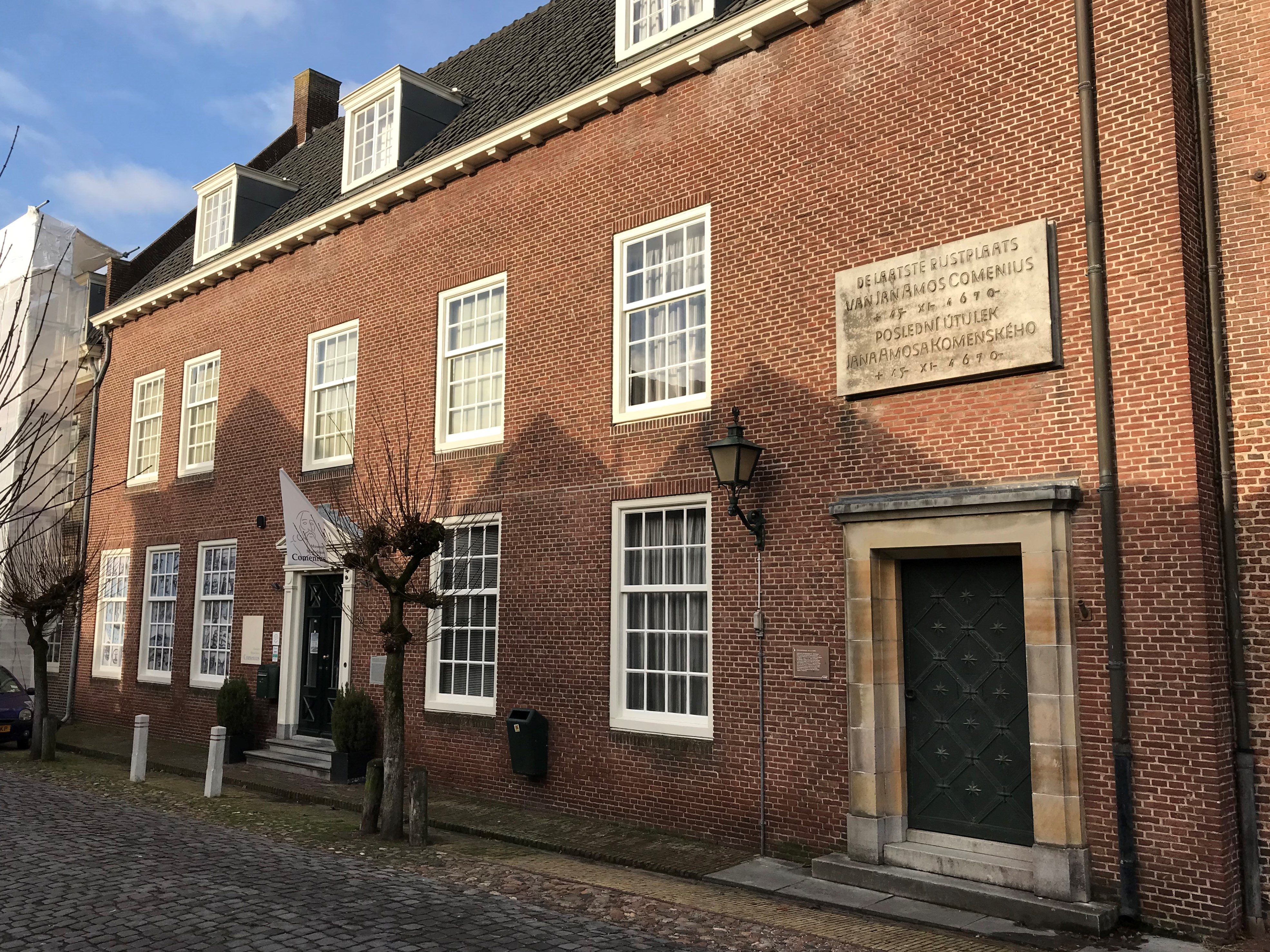
Musée et mausolée Comenius

## Personnalités nées à Naarden
Plusieurs personnalités, néerlandaises ou étrangères, sont nées à Naarden, notamment : Nordin Amrabat, Tom Coronel, Gleever, Josylvio, Jord Knotter, Gerda Muller, Floor Onrust, Melvin Platje, Salomon van Ruysdael, Jeroen Verhoeven, Ferry Weertman, Youp van 't Hek ou encore Margot Janse.